# Wolfgang Zimmerer
Wolfgang Zimmerer, född 15 november 1940 i Ohlstadt, är en tysk före detta bobåkare som tävlade för Västtyskland.
Zimmerer blev olympisk guldmedaljör i tvåmansbob vid vinterspelen 1972 i Sapporo.